# Лонгена
Лонгѐна (на италиански: Longhena) е село и община в Северна Италия, провинция Бреша, регион Ломбардия. Разположено е на 93 m надморска височина. Населението на общината е 583 души (към 2013 г.).